# Düsseldorfer Schachverein von 1854
Der Düsseldorfer Schachverein 1854 ist einer der ältesten deutschen Schachvereine. Er spielte im 19. Jahrhundert eine ausschlaggebende Rolle bei der Entstehung des ersten Schachverbandes in Deutschland und Kontinentaleuropa.
Der Düsseldorfer Schachverein ergriff mit der Elberfelder Schachgesellschaft und dem Krefelder Schachklub ab 1861 die Initiative zur Gründung des Westdeutschen Schachbundes. Dieser richtete in den folgenden zwei Jahrzehnten die Rheinischen Schachkongresse aus und gilt als Vorläufer des späteren Deutschen Schachbundes. Die ersten rheinischen Schachkongresse im Jahr 1861 (ohne Turnier) beziehungsweise 1862, 1863 und 1864 sowie ein weiterer Kongress des Westdeutschen Schachbundes im Jahr 1876 fanden in Düsseldorf statt.
Ein weiterer Höhepunkt der Vereinsgeschichte war das Jahr 1908. Der Verein lud zum Kongress des Deutschen Schachbundes ein – das Meisterturnier gewann Frank Marshall – und veranstaltete den ersten Teil des Weltmeisterschaftskampfes zwischen Emanuel Lasker und Siegbert Tarrasch im Kunstpalast.
Der bekannteste Spieler, den der Düsseldorfer Schachverein hervorgebracht hat, ist Ludwig Engels, der mehrfach dem deutschen Olympiateam angehörte. Nach dem Olympiasieg bei der Schacholympiade 1939 in Buenos Aires kehrte er wegen des Kriegsausbruchs nicht mehr nach Deutschland zurück. Weitere bekannte Mitglieder des Vereins vor dem Zweiten Weltkrieg waren Alfred van Nüß, Georg Kieninger sowie der Maler Balduin Wolff, der 1899 zum Ehrenvorsitzenden ernannt wurde.
Nach dem Zweiten Weltkrieg verlor der Traditionsverein „DSV 1854“ an Bedeutung. In jüngster Zeit nahm der Verein jedoch wieder mit einer größeren Anzahl von Mannschaften am Spielbetrieb teil und erreichte insbesondere seit der Fusion 2007 mit dem „Düsseldorfer Schachzentrum 2000“ wieder eine führende Stellung im Niederrheinischen Schachverband.